# Municipio de McDonald (condado de Barry)
El municipio de McDonald (en inglés: McDonald Township) es un municipio ubicado en el condado de Barry en el estado estadounidense de Misuri. En el año 2010 tenía una población de 853 habitantes y una densidad poblacional de 8,65 personas por km².

## Geografía
El municipio de McDonald se encuentra ubicado en las coordenadas 36°46′33″N 93°49′18″O / 36.77583, -93.82167. Según la Oficina del Censo de los Estados Unidos, el municipio tiene una superficie total de 98.63 km², de la cual 98,58 km² corresponden a tierra firme y (0,05 %) 0,05 km² es agua.

## Demografía
Según el censo de 2010, había 853 personas residiendo en el municipio de McDonald. La densidad de población era de 8,65 hab./km². De los 853 habitantes, el municipio de McDonald estaba compuesto por el 91,09 % blancos, el 0,23 % eran afroamericanos, el 0,7 % eran amerindios, el 2,93 % eran asiáticos, el 1,88 % eran de otras razas y el 3,17 % eran de una mezcla de razas. Del total de la población el 6,21 % eran hispanos o latinos de cualquier raza.